# Adrien Truffert
Adrien Truffert, född 20 november 2001, är en fransk fotbollsspelare som spelar för Bournemouth.

## Karriär
Den 28 maj 2020 skrev Truffert på sitt första professionella kontrakt med Rennes. Truffert debuterade i Ligue 1 den 19 september 2020 i en 2–1-vinst över AS Monaco. Han blev inbytt mot Faitout Maouassa i den 41:a minuten och gjorde på övertid det matchavgörande målet som säkrade en vinst för Rennes. I februari 2021 förlängde Truffert sitt kontrakt i Rennes fram till juni 2025.
Den 16 juni 2025 värvades Truffert av Premier League-klubben Bournemouth, där han skrev på ett femårskontrakt.